# Орден Республики (Чехословакия)
Орден Республики (чеш. Řád republiky) — государственная награда Чехословацкой Социалистической Республики.

## История
Орден Республики был учреждён Постановлением Правительства № 30/1951 от 3 апреля 1951 года, которым также были учреждены ряд орденов и знаков отличия, в том числе положение о присвоении почётного звания «Герой Социалистического Труда ЧССР», с целью поощрения граждан за заслуги перед государством и их вклад в укрепление экономического, политического, социального и культурного развития, обороноспособности Чехословакии.
Законом от 4 июля 1977 года за № 38/1977 в статут ордена были внесены изменения в части его внешнего вида.
С 1951 по 1977 годы было вручено 692 ордена.
После 1977 года — ещё 171.

## Статут
Орден Республики вручался гражданам ЧССР и иностранцам за выдающийся вклад в развитие Чехословацкой республики, в частности её усилий по поддержанию мира в производственном корпусе или культурной, или научной деятельности, или укрепления национальной обороны.

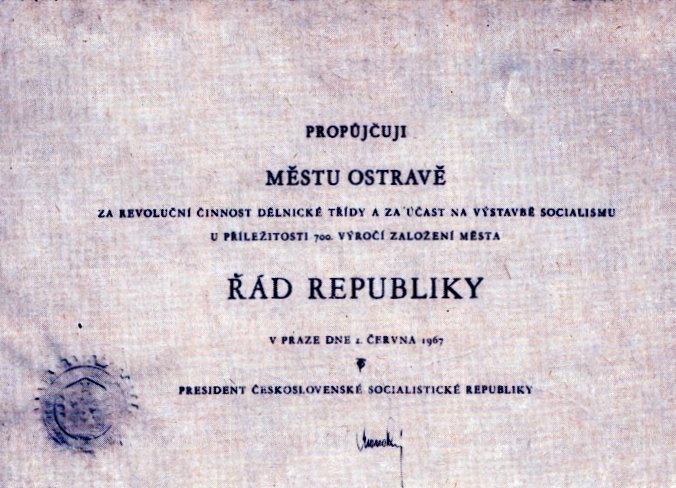
Орденский диплом

Награждённому вручался знак ордена, диплом и орденская книжка.
Орден Республики носился на левой стороне груди.
Обозначением ордена является планка шириной 10 мм и длиной 38 мм, обтянутая орденской лентой.

## Описание знака

### 1951 года

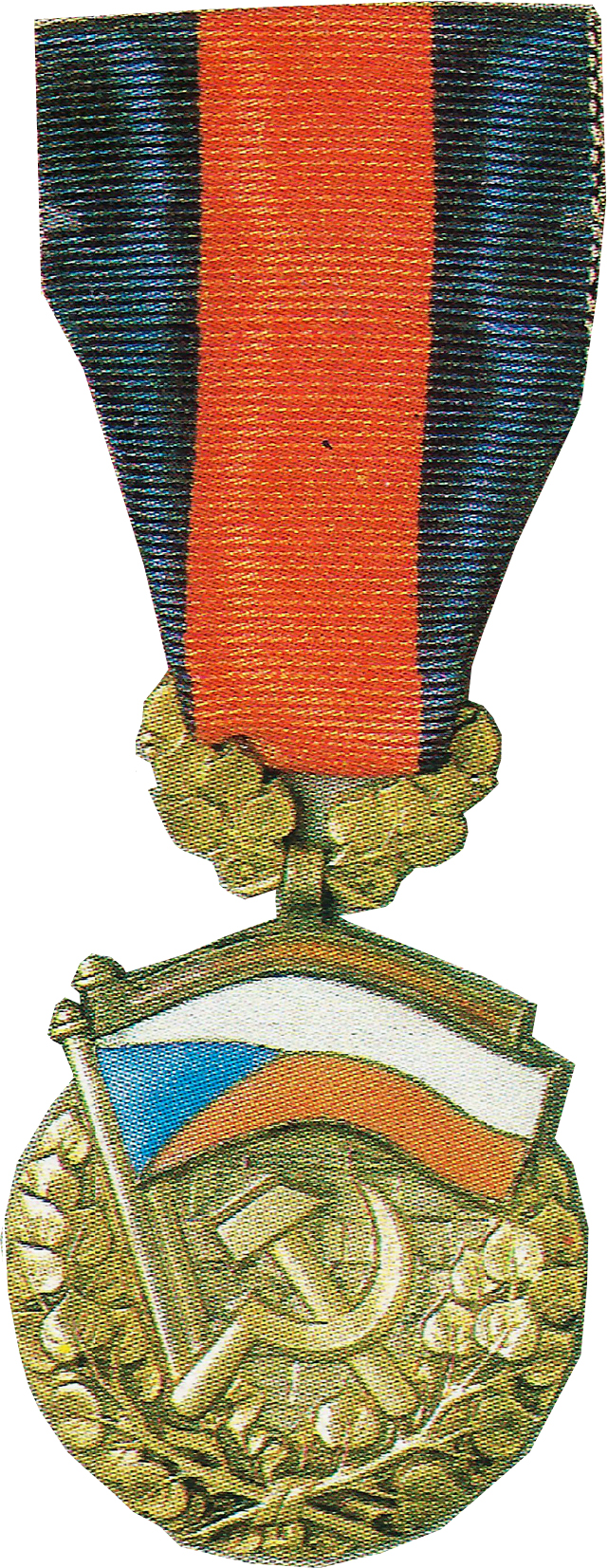
Орден образца 1951 года

Знак ордена овальной формы шириной 40 мм и 43 мм, нижний край которого состоит из двух ветвей липы, связанных лентой. На фоне кирпичной стены два флага цветной эмали: флаг Чехословакии впереди, за ним красный флаг. В середине знака серп и молот.
Реверс знака представляет собой матированную поверхность, на которой друг напротив друга между двумя лавровыми ветвями аббревиатуры:
- до 1960 года — ČSR (Чехословацкая Республика);
- с 1960 года — ČSSR (Чехословацкая Социалистическая Республика).

Внизу реверса регистрационный номер.
Знак ордена серебряный, ветви липы, серп и молота позолочены.
Знак при помощи переходного звена в виде двух позолоченных ветвей липы, подвешен к ленте синего цвета 38 мм шириной и 55 мм длиной с красной полосой посередине шириной 15 мм.

### 1977 год
Знак ордена изготавливается из серебра.
Знак ордена представляет собой прямоугольный ромб красной эмали, сторона которого равна 40 мм. В центре знака позолоченная с контуром синей эмали пятиконечная звезда в центре которой помещён государственный герб ЧССР в цветных эмалях. между лучей звезды помещены золотые трилистники. От звезды исходит сияние в виде серебряных лучей, десять из которых крупнее других, при этом четыре из которых выступают за край знака.
Реверс знака гладкий с выбитыми клеймами и регистрационным номером.
Знак ордена при помощи трапециевидного звена подвешен к муаровой ленте синего цвета шириной 38 мм, к которой прикреплена резная планка, состоящая из десяти листьев липы. Над планкой прикреплена муаровая полоска белого и красного цветов размером по 2,5 мм каждая.